# مایکل دابسون
مایکل دابسون (به انگلیسی: Michael Dobson) (زاده ۱۳ مه ۱۹۵۲) کارآفرین، بانکدار و مدیر اجرایی بریتانیایی است، که در حال حاضر به‌عنوان مدیر عامل اجرایی بانک شرودرز فعالیت می‌نماید. وی سابقه فعالیت در دویچه بانک و صندوق بین‌المللی پول را نیز دارا می‌باشد.